# دین وینداس
دین وینداس (انگلیسی: Dean Windass؛ زادهٔ ۱ آوریل ۱۹۶۹بازیکن فوتبال اهل بریتانیا است.
از باشگاه‌هایی که در آن بازی کرده‌است می‌توان به باشگاه فوتبال میدلزبرو، باشگاه فوتبال نورث فریبی یونایتد، باشگاه فوتبال اسکاربرو اتلتیک، باشگاه فوتبال اولدهام اتلتیک، باشگاه فوتبال شفیلد یونایتد، باشگاه فوتبال هال سیتی، باشگاه فوتبال برادفورد سیتی، باشگاه فوتبال دارلینگتون، باشگاه فوتبال آکسفورد یونایتد، باشگاه فوتبال آبردین، و باشگاه فوتبال شفیلد ونزدی اشاره کرد.